# گور گئورگیان
گور گئورگی گئورگیان (ارمنی: Գոռ Գևորգի Գևորգյան؛ زادهٔ ۲۰ آوریل ۱۹۷۶) یک سیاستمدار اهل ارمنستان است که از تاریخ ۲۰۱۹ تا تاریخ ۲۰۲۱ سمت نمایندگی دوره هفتم مجلس ملی جمهوری ارمنستان را برعهده داشت.

## زندگی‌نامه
در ۲۰ آوریل ۱۹۷۶ در ایروان به دنیا آمد و از دانشگاه دولتی ایروان فارغ‌التحصیل شد. 